# بریجیت ون کرالینگن
بریجیت ون کرالینگن (انگلیسی: Bridget van Kralingen) (زاده ۱۹۶۳) کارآفرین، بازرگان و مدیر ارشد اجرایی آمریکایی است، که در حال حاضر به‌عنوان مدیر عامل اجرایی شرکت آی‌بی‌ام گلوبال سرویسز فعالیت می‌کند.